# 市村修平
市村 修平（いちむら しゅうへい、1916年10月25日 - 1999年10月22日）は、日本の経営者。王子製紙社長を務めた。長野県上高井郡小布施村出身。

## 経歴・人物
旧制須坂中学を経て、1941年に慶應義塾大学経済学部を卒業し、同年に王子製紙に入社した。1963年に取締役に就任し、1968年に常務、1971年に専務、1976年に副社長を経て、1981年6月に社長に就任。1982年に病気で相談役に退いた。
1982年に藍綬褒章を受章し、1989年に勲二等瑞宝章を受章した。
1999年10月22日脳梗塞のために死去。82歳没。